# جان میشل (نظامی)
جان میشل (انگلیسی: John Michel; ۱ سپتامبر ۱۸۰۴ – ۲۳ مهٔ ۱۸۸۶) فرد نظامی اهل پادشاهی متحد بریتانیای کبیر و ایرلند بود. وی همچنین برندهٔ جوایزی همچون نشان حمام شده‌است.